# Heinz Conrads
Heinz Conrads, de son nom de naissance Heinrich Hansal (né le 21 décembre 1913 à Vienne, mort le 9 avril 1986 dans la même ville) est un acteur, animateur de radio et de télévision et chansonnier autrichien.

## Biographie
Heinz Conrads est la fils né hors mariage de Marie Hansal (née en 1890 à Kačlehy, Bohême du Sud, morte en 1985 à Vienne), une couturière. Sa mère se remarie en  1916, il prend pour nom Heinrich Conrads.
Il suit une formation de menuisier et est acteur dans des associations de théâtre dès son plus jeune âge. En 1933, en raison d'une situation économique difficile, il s'engage comme volontaire dans l'armée et devient opérateur radio.
Il tombe gravement blessé lors de l'invasion de la Pologne en 1939 et est transféré à Vienne. En 1940, Lilly Peter figure comme son épouse sur un formulaire d'inscription. Pendant la Seconde Guerre mondiale, il prend des cours de théâtre et fait ses débuts au Wiener Stadttheater en 1942. La question d'une complaisance avec le régime nazi n'a jamais fait l'objet d'une enquête détaillée.
Après la fin de la guerre, Heinz Sandauer le soutient. Conrads est animateur, acteur et chanteur au Bunten Abenden. De 1945 à 1948 et de 1950 à 1955, Conrads se produit dans le cabaret viennois Simpl. De 1946 jusqu'à sa mort, il présente l'émission de radio sur l'ORF Was machen wir am Sonntag, wenn es schön ist? puis Was gibt es Neues hier in Wien? puis pour toute l'Autriche Was gibt es Neues?. Avec cette grande revue hebdomadaire du dimanche matin (chacune d'une durée de 45 minutes), il obtient une grande popularité. Pendant de nombreuses années, il est accompagné au piano par Carl de Groof, Gustav Zelibor, Norbert Pawlicki, Hans Kann, Herbert Seiter, Heinz Hruza, Leopold Grossmann et Franz Bauer-Theussl.
Il présente l'émission Guten Abend am Samstag à la télévision de l'ORF le samedi soir, elle débute en 1957 sous le titre Was sieht man Neues?. L'émission est diffusée pour la dernière fois sous ce titre le 23 décembre 1967 à 18 h 40 ; le nouveau titre s'impose le 6 janvier 1968. Après la mort de Conrads, le programme est poursuivi par Peter Fröhlich jusqu'en 1990.
Le programme habituellement d'une demi-heure, devenu une véritable institution, sert de tremplin à la carrière de nombreux jeunes artistes issus des domaines de la musique classique et de la musique légère. Elle combine des performances musicales et de courtes discussions de grandes stars et de jeunes talents prometteurs. Conrads donne des répétitions de chant, principalement dans le style de la chanson viennoise traditionnelle.
Lors d'émissions spéciales le temps d'une soirée, Conrads accueille des stars nationales et étrangères.
À partir de 1953, Heinz Conrads est acteur de cinéma et permanent du Theater in der Josefstadt. À partir de 1973, il joue souvent Frosch dans l'opérette Die Fledermaus à l'Opéra populaire de Vienne.
Heinz Conrads est l'interprète de chansons viennoises, compositeur et parolier. Il interprète des chansons d'Otto Reutter qu'il traduit en allemand viennois tant pour le texte que pour l'interprétation. Il aime particulièrement chanter des chansons avec la Tchéquie, d'où sa mère est originaire.
Heinz Conrads meurt d'une crise cardiaque. Une foule nombreuse assiste aux funérailles diffusées par l'ORF. Il est enterré au cimetière de Hietzing.
Un espace vert près de sa résidence de longue date est nommé en son honneur. Le "Heinz-Conrads-Park" est situé au coin de Schlossallee et Penzinger Straße. En 2004, Conrads est élu dans la liste des 50 Autrichiens les plus importants des 50 dernières années dans une enquête auprès des lecteurs du quotidien viennois Kurier. Il est un grand fan de football et soutient avant tout le Rapid Vienne. Une exposition permanente lui est consacrée au Bezirksmuseum Penzing.

## Filmographie
- 1947 : Seine einzige Liebe (de)
- 1951 : Frühling auf dem Eis
- 1951 : Stadtpark (de)
- 1951 : Das Herz einer Frau
- 1952 : Verlorene Melodie
- 1952 : Abenteuer in Wien (de)
- 1952 : Knall und Fall als Hochstapler (de)
- 1953 : Einmal keine Sorgen haben
- 1953 : Der Feldherrnhügel (de)
- 1953 : Die 5 Karnickel (de)
- 1954 : König der Manege (de)
- 1954 : Wie die Jungen sungen
- 1955 : Mam'zelle Cri-Cri
- 1955 : La Patronne de la Couronne d'or (de)
- 1955 : Sonnenschein und Wolkenbruch
- 1956 : Ein Herz und eine Seele / ...und wer küßt mich?
- 1956 : Rosmarie kommt aus Wildwest (de)
- 1956 : Liebe, Sommer und Musik (de)
- 1956 : Mariés pour rire
- 1957 : Les Envoyées du paradis
- 1957 : Egon, der Frauenheld (de)
- 1957 : Vacances au Tyrol (de)
- 1957 : L'Aubergiste des bords du Danube
- 1957 : Lachendes Wien
- 1957 : Die grüne Welle
- 1958 : Der Page vom Palast-Hotel
- 1958 : Der Talisman (TV)
- 1958 : Wiener Luft (de)
- 1958 : Hoch klingt der Radetzkymarsch
- 1959 : Une femme qui fait scandale (de)
- 1959 : Je ne suis pas Casanova (de)
- 1960 : Das Spiel vom lieben Augustin (de) (TV)
- 1961 : Die Ballade vom Franz und der Marie (TV)
- 1961 : Ehekrieg und Frieden (série télévisée)
- 1961 : Vor Jungfrauen wird gewarnt
- 1961 : Schlagerrevue 1962 (de)
- 1963 : Tingel Tangel (TV)
- 1964 : Die Bekehrung des Ferdys Pistora (de)(TV)
- 1964 : Der Amerikaner
- 1967 : Wiener Schnitzel
- 1971 : Kleider machen Leute - Leute machen Kleider (TV)
- 1974 : Hallo – Hotel Sacher … Portier! (série télévisée, épisode Majestäten)
- 1974 : Cabaret Cabaret (série télévisée, un épisode)